# Strada europea E134
La strada europea E134  è una strada di classe B, lunga 402 km, il cui percorso si trova completamente in territorio norvegese e dalla designazione con l'ultimo numero pari si può evincere che il suo sviluppo è in direzione ovest-est.
Collega la città di Haugesund con la città di Drammen.
Il suo percorso è totalmente su strade di viabilità ordinaria, tranne alcuni km nei pressi di Drammen (che presentano caratteristiche di scorrimento veloce).
Sul suo percorso si trovano le cittadine di Røldal, Heddal e Kongsberg.
Attraversa le contee di Rogaland, Vestland, Telemark, Buskerud e Akershus.